# Dirk Prediger
Dirk Prediger (* 23. Januar 1987 in Heilbronn) ist ein deutscher Fußballspieler.

## Karriere
In der Jugend spielte Prediger für Union Böckingen und den VfB Stuttgart. Am 25. Juni 2005 wurde er mit dem VfB Stuttgart deutscher A-Junioren-Meister durch einen 1:0-Finalsieg gegen den VfL Bochum. Im Sommer 2006 wechselte der Stürmer zur zweiten Mannschaft des FC St. Pauli. Hier kam er auch vier Mal in der ersten Mannschaft zum Einsatz. In der Winterpause der Saison 2007/08 wechselte er zu den Stuttgarter Kickers, mit denen er sich für 3. Liga qualifizierte. Sein Profidebüt gab Dirk Prediger am 26. Juli 2008, bei der 0:2-Niederlage der Kickers gegen Wacker Burghausen, als er in der 65. Minute eingewechselt wurde. Allerdings stieg er in dieser Saison als Tabellenletzter mit den Kickers ab.
Nach zwei Spielzeiten in der Regionalliga Süd wechselte der Stürmer zu Beginn der Saison 2011/12 in die Verbandsliga zum TSV Grunbach, mit welchem ihm bereits im ersten Jahr der Aufstieg in die Oberliga Baden-Württemberg gelang. Prediger hatte mit elf Toren dazu beigetragen. In der Saison 2013/14 wurde er mit Grunbach Vizemeister der Oberliga, der Verein verzichtete allerdings aus finanziellen Gründen auf die Aufstiegsrelegation und zog sich stattdessen sogar in die Kreisliga zurück. Dirk Prediger wechselte daraufhin, wie viele andere Spieler des TSV Grunbach, zum benachbarten Verbandsligisten 1. CfR Pforzheim in die Verbandsliga Nordbaden. Mit den Pforzheimern konnte er direkt im ersten Jahr den zweiten Platz und damit den Aufstieg in die Oberliga Baden-Württemberg feiern. Hierzu steuerte Prediger 8 Tore in dieser Saison bei. Diese Liga wurde auch bis zu Predigers Wechsel zum SSV Reutlingen 05 nach der Saison 2016/17 gehalten. Im Stadion an der Kreuzeiche wurde in der Folgesaison ein mittelmäßiger 12. Platz erreicht, Dirk Prediger beteiligte sich hier mit 3 Toren in 25 Spielen.
Zur Saison 2018/19 wechselte Prediger zum Landesliga-Absteiger und zukünftigen Bezirksligisten GSV Maichingen. Den Maichingern soll er als spielender Co-Trainer zum sofortigen Wiederaufstieg verhelfen. Parallel zu seiner Spielerlaufbahn bei Maichingen übte er zwei Mal (Dezember 2022 bis Juni 2023 und April 2024 bis Juni 2024) das Traineramt beim Oberligisten FSV Hollenbach aus, bei dessen Hauptsponsor JAKO Prediger hauptberuflich tätig ist.